# Molnár Ignác (labdarúgó)
Molnár Ignác (Budapest, 1901. október 27. – Bécs, 1986. március 9.) magyar labdarúgó, edző.

## Fordítás
- Ez a szócikk részben vagy egészben  az   Ignác Molnár című olasz Wikipédia-szócikk fordításán alapul.  Az eredeti cikk szerkesztőit annak laptörténete sorolja fel. Ez a jelzés csupán a megfogalmazás eredetét és a szerzői jogokat jelzi, nem szolgál a cikkben szereplő információk forrásmegjelöléseként.